# Beiyangjing Lu
Beiyangjing Lu (chiń. 北洋泾路站) – stacja początkowa metra w Szanghaju, na linii 6. Zlokalizowana jest pomiędzy stacjami Deping Lu i Minsheng Lu. Została otwarta 29 grudnia 2007.